# 湯姆·圖根達特
托馬斯·喬治·約翰·圖根達特，MBE，VR，MP（1973年6月27日—），英格蘭政治人物，英國保守黨黨員。自2015年開始，他擔任湯布里奇和莫靈選區選出的英國下議院議員。他曾在英國陸軍服役，官至中校。

## 軍事生涯
2003年7月6日，圖根哈特被任命為陸軍中尉。圖根達特於2005年7月16日晉升為中尉，於2007年4月1日晉升為上尉，並於2010年1月1日晉升為少校。他在2013年7月前擔任英國陸軍預備役部隊中校。

## 政治生涯
圖根哈特於2020年1月29日再次當選外交委員會主席。他簡要概述了他的目標：
⋯⋯捍衛在這個世界上對英國人民至關重要的價值觀。這些正在繁榮的價值觀是自由，民主，挑戰權威的能力以及全球貿易和旅行的能力。
2020年4月，圖根哈特成為保守黨議員組成的研究小組的第一任負責人，以更好地了解華為在5G網絡中的作用，及中國的COVID-19虛假宣傳活動。
2022年，新拜相的卓慧思安排他於內政部擔任安全事務國務大臣。異於其前任，他是內閣會議列席者。
2020年9月8日在工党希柏恩·麦克唐纳的协调下，与包括自由民主党领袖爱德·戴维，以及英格蘭及威爾斯綠黨、苏格兰民族党和威尔士党在内的130多名议员给中国驻英大使刘晓明写信，联名谴责中国政府针对新疆维吾尔穆斯林的行为。 中国外交部在2021年3月26日宣布对恶意传播谎言和虚假信息的英方9名人员和4个实体实施制裁，禁止有关人员及其直系家属入境（包括香港、澳门），图根达特就是其中之一。